# Andrzej Hachuła
Andrzej Hachuła (Katowice, Polonia; 6 de agosto de 1960-5 de noviembre de 2024) fue un jugador polaco de hockey sobre hielo que jugó en la posición de centro.

## Carrera

### Club
| Periodo   | Club          |
| --------- | ------------- |
| 1984-1988 | Naprzód Janów |
| 1989-1992 | KTH Krynica   |
| 1993-1997 | GKS Katowice  |

### Selección nacional
Representó a Polonia en los Juegos Olímpicos de Sarajevo 1984 donde terminaron en octavo lugar entre 12 equipos.